# Jim Jordan (attore)
James Jordan detto "Jim" (Peoria, 16 novembre 1896 – Beverly Hills, 1º aprile 1988) è stato un attore statunitense.
Jim Jordan è noto soprattutto per essere stato il protagonista, insieme alla moglie Marian Driscoll, della popolare trasmissione radiofonica della NBC Fibber McGee and Molly, andato in onda ininterrottamente dal 1935 al 1959, nella quale interpretava il personaggio di Fibber McGee.
L'attore è noto anche per aver dato voce all'albatros Orville, nel film di animazione della Disney The Rescuers del 1977 (in italiano Le avventure di Bianca e Bernie).
È morto nel 1988 a 91 anni per un coagulo di sangue al cervello in seguito ad una caduta.

## Vita privata
Si è sposato due volte: prima con l'attrice Marian Driscoll dal 1918 fino alla morte di lei avvenuta nel 1961; poi dal 1962 con Gretchen Stewart dal 1962 fino alla morte.
Dalla prima moglie ha avuto due figli: Kathryn Therese (1920-2007) e Jim Jordan](1923-1998).

## Filmografia parziale
- Le avventure di Bianca e Bernie (1977) - voce